# Tomás Medina Menéndez
Tomás Medina Menéndez (Santa Ana; junio de 1803-Ibidem, 13 de febrero de 1884) fue un hacendado y político salvadoreño que gobernó provisionalmente la República de El Salvador como senador del 1 al 3 de febrero de 1848.

## Datos Generales
Nació en Santa Ana, en junio de 1803 y murió por una infección de la garganta, a las diez de la noche del 13 de febrero de 1884, a los 81 años de edad.
Sus padres fueron José Bernardo Medina y Juana Menéndez. En su juventud se dedicó al comercio. Tenía 30 años de edad cuando contrajo matrimonio con doña Gertrudis Rodríguez, el 9 de marzo de 1831.

## Vida
En 1833 fue elegido diputado, posteriormente pasó a ocupar el cargo de senador hasta 1848 cuando asumió como presidente de la república. Logró tener una cuantiosa fortuna, lo que le permitió en 1833 comprar el molino de Apanteos y en 1836 las Haciendas de San Juan del Campo y San Isidro, que le costaron ochenta mil pesos.
El 1 de febrero de 1848, recibió el mando supremo del Dr. Eugenio Aguilar, y el 3 del mismo mes y año lo entregó al vicepresidente José Félix Quirós. Desde 1848 hasta su muerte fue elegido Gran hermano de la Comisión de la Caridad con lo cual se dedicó al establecimiento y fundación del Hospital Nacional San Juan de Dios en Santa Ana, fundado en el mismo año de 1848.
El 1 de febrero de 1852 fue elegido vicepresidente para la administración presidencial de Francisco Dueñas, cargo que ocupó durante 2 años. En 1854 aceptó el cargo de Gobernador del departamento de Sonsonate el cual desempeñó durante 8 meses y renunció recomendando a Teodoro Moreno quien lo sustituyó.
En enero de 1859 concurrió a la Cámara de Diputados representando el departamento de Santa Ana, que ya estaba separada de Sonsonate. En enero de 1860 tomó asiento en la cámara de senadores, electo por el círculo senatorial de Metapán y Santa Ana hasta su disolución por el presidente Francisco Dueñas en 1863.
Durante la guerra entre Guatemala y El Salvador en 1863 que llevó al derrocamiento del presidente Gerardo Barrios, sus propiedades fueron saqueadas y fue puesto prisionero en Guatemala durante 5 meses hasta que logró pagar la fianza. Después de ser puesto en libertad viajó a Inglaterra donde logra reconstruir su capital.
Regresando a El Salvador y estando jubilado se dedicó al hospital de Santa Ana hasta su fallecimiento a la edad de 81 años el 13 de febrero de 1884 debido a una infección en la garganta.